# Uzumi Nara Athha
Uzumi Nara Athha (2 de noviembre del 25 C.E.- 16 de junio del 71 C.E.) es un personaje ficticio de la serie Mobile Suit Gundam Seed además de ser clave en la historia de Gundam Seed Destiny. Es un político, diplomático y estadista de la Unión de ORB, que ejerció como el Líder de ORB, desde el año 58 C.E. hasta su muerte, el 16 de junio del 71 C.E., en medio del ataque de las fuerzas de la «Federación Atlántica» y los demás ejércitos de la Alianza Terrestre.
Consagrado pacifista, desde que asumió el liderazgo de ORB, como Representante en Jefe, Lord Uzumi ha llevado a su nación hacia una política enfocada en el desarrollo no bélico, enfocándose en acrecentar el desarrollo económico y tecnológico del país, con la construcción de las dos colonias espaciales de ORB, «Ame-no-Mihashira» y «Heliópolis», consolidando una notoria fuerza militar, con el objetivo de poder defenderse autónomamente además de proclamarse neutral durante la Primera Guerra del Valentín Sangriento, posición que Uzumi trató de defender hasta el final, incluso en medio de la crítica escalada en el conflicto tras la caída de la Base General de Panamá, que era el principal contingente de la «Federación Atámtica», quienes liderados por Muruta Azrael, ejercieron presión sobre todos los demás países de la Tierra para lanzar un ataque en contra de PLANT y ZAFT, siendo ORB la única que rehusó abandonar su neutralidad.
Lord Uzumi, fallece en plena ofensiva de la Alianza Terrestre contra ORB, tras evacuar a toda la población del país y salvar a su hija, Cagalli Yula Athha, enviándola al espacio, tras lo cual él y los demás Representantes de ORB, se encierran en la Sala de Control del Mass Driver de ORB (principal objetivo de Muruta Azrael), activando su autodestrucción, sacrificándose todos en el proceso.

Si debes matar al esposo de alguien,
ten por seguro que su esposa te odiará
y si luego matas al hijo de alguien
entonces su madre también te odiará por lo que hiciste
de la misma manera que si alguien tomara tu vida en sus manos,
yo lo odiaría con todo mi corazón. 

Lord Uzumi, en su famoso consejo acerca de la esencia de la guerra para su hija, Cagalli Yula Athha

## Historia
Lord Uzumi, proviene de una de las familias más poderosas y acaudaladas, perteneciente a la aristocracia de ORB, los Athha, que son además de las familias fundadoras de dicha nación. En consecuencia Uzumi fue educado desde joven para convertirse en político, además de serle inculcados los valores pacifistas de su familia, los cuales adoptaría y defendería para siempre. 
Con la fundación de ORB en el 30 C.E., la familia Athha pasó a estar en el medio del remolino político y Uzumi, creció en medio de ese mundo, sabiendo que el debería entrar en él. En consecuencia vivió de cerca el proceso de formación de ORB, lo cual explica el inmenso fervor y dedicación que despertó en él, servir a su nación, habiendo sido testigo de su nacimiento.

### Gobierno
En el año 58 C.E.,  a sus treinta y tres años de edad, y veintiocho años después de la fundación de ORB, se convierte en  «Representante en Jefe y Líder de ORB», poniendo en práctica a partir de entonces un ideario político, basado en el pacifismo, decido a hacer de ORB, la propia esencia del pacifismo. Inicia así planes científicos, económicos y sociales, con el objetivo de convertir a ORB, en la nación de mayor estabilidad, prosperidad y desarrollo económico y técnico, a la par que también se encargaría de liderar una campaña diplomática, con miras a convertir la negociación y el consenso en el medio central y característico de ORB.
Durante su gobierno se llevan a cabo la construcción de  «Ame-no-Mihashira» y «Heliópolis», las dos colonias espaciales de ORB, que pasan a albergar toda una nueva población de inmigrantes atraídos por las políticas de Uzumi, en un mundo cada vez más volátil y polarizado. Igualmente se desarrolla uno de los pocos Mass Driver, siendo ubicado en Kaguya, además de conseguir la construcción y el desarrollo planificado de numerosas ciudades en los territorios de ORB y en sus colonias. La explotación planificada de sus recursos mineros y energéticos, así como el alto nivel de producción tecnológica y manufacturera,  permiten el notorio crecimiento económico y tecnológico de ORB. Está privilegiada situación de ORB, además de su constitución territorial, (Papúa Nueva Guinea, Australia y Nueva Zelandia), junto con su preeminencia internacional en el ámbito diplomático, hacen que dicha nación, bajo el liderazgo de Uzumi, se convierta en una auténtica nación desarrollada, pero manteniendo su visión pacifista:

ORB nunca atacará a otra nación
nunca permitirá que otra nación lo ataque
y no intervendrá en los conflictos entre otras naciones. 

Lema de ORB, establecido por Lord Uzumi

No obstante; y consciente de la tentación que conlleva para las grandes potencias del mundo, tanta prosperidad y recursos, Uzumi, trabaja también en la creación de un arsenal militar capaz de defender a ORB, en caso de ser necesario. De esta manera, con el apoyo de Morgeronte Inc., una de las mayores corporaciones armamentísticas del mundo, originaria de ORB, se convierte en el principal generador de equipamientos, innovaciones y proyectos militares, formando un vasto ejército de «Mobile Suits», creando flotas militares de última generación y preparando a un notorio ejército con capacidad de desempeño en tierra, agua y aire, así como con su división espacial.
Cuando se devela que George Glenn era de hecho un Coordinador, desencadenando el progresivo crecimiento de la población con las modificaciones genéticas que originan dicha raza, y la polarización con respecto a los Coordinadores  y Naturales alcanza su punto álgido, Uzumi no duda en permitir el ingreso a ORB, tanto de Naturales como de Coordinadores, en tanto estén dispuestos a coexistir pacíficamente. 
De hecho, la llegada de muchas brillantes personalidades dentro de ambas razas, contribuirá aún más al desarrollo de ORB, en muchos de sus ámbitos. Igualmente Uzumi lleva a ORB a participar de las decisiones a nivel global, formando parte de Alianza Terrestre, además de mantener tratados, pactos y mantener muy provechosas relaciones comerciales y diplomáticas con todos los demás países.
No obstante, a pesar de formar parte de la Alianza Terrestre, mantiene su posición neutral con respecto al tema de los Coordinadores, lo que comienza a generar un distanciamiento importante entre ORB y la «Federación Atlántica», una vez que comienza la  Primera Guerra del Valentín Sangriento.
La difícil situación diplomática, se torna aún más tensa, una vez que se descubre que Heliópolis, ocultaba un grupo de Mobile Suits especiales, denominados Gundams, que habían sido fabricados por Morgeronte Inc. para la «Federación Atlántica», ello en desconocimiento de Lord Uzumi y sin su permiso, pero a nivel internacional, el escándalo es tal, que Uzumi renuncia al cargo de Representante en Jefe de ORB, siendo sucedido por su hermano menor, Homura Athha, pero en la práctica será el quien siga llevando la tutela de ORB, sirviendo como Asesor General de Gobierno y permaneciendo como miembro del Consejo de Representantes.
Poco después, tras la negativa de ORB a abandonar su neutralidad, para entrar en guerra con ZAFT y PLANT, ello tras los devastadores acontecimientos que acabaron con la Base General de Panamá, que era el principal contingente de la «Federación Atámtica», quienes liderados por Muruta Azrael, ejercieron presión sobre todos los demás países de la Tierra para lanzar un ataque en contra de los Coordinadores.
Uzumi, aprueba que ORB, se mantenga firme, aún si para ello deben disponer de su arsenal militar. Así, ORB, enfrenta a la Alianza Terrestre, resistiendo titánicamente, con el apoyo Kira Yamato y Athrun Zara, quienes pilotaban los Gundams Freedom y Justice, respectivamente, mientras que toda la población de ORB, era evacuada. Finalmente, Uzumi consciente del anhelo de Muruta Azarael de apoderarse del Mass Driver que ORB posee, habiendo ya sacado de peligro a los ciudadanos de ORB, les pide a Kira y Athrun Zala que se retiren al Mass Driver. Ahí, Lord Uzumi, habla por última vez con su hija Cagalli Yula Athha, antes de enviarla al espacio, junto con el contingete militar de ORB, así como con el Freedom, el Justice y sus pilotos, escogiendo quedarse para ponerle fin a todo de una vez. Uzumi le pide a su hija que defienda sus ideales, que luche tanto como él y se proponga reconstruir a ORB, legándole su vida y visión a su hija.
Tras salvar a su hija y con Kira y Athrun, protegiéndola, Uzumi, se encierra en la Sala de Control del Mass Driver junto con los demás miembros del Consejo de Representantes, y activa la secuencia de autodestrucción, causando que el recinto entero estalle, calcinado, muriendo él en el proceso, a sabiendas de que la «Semilla para el Renacimiento de ORB», su adorada hija, "había sido depositada".
Finalmente su último gran acto de sacrificio, le arrebató el objetivo a Muruta Azrael y le hizo añicos su victoria, pues si bien la Alianza Terrestre había triunfado, militarmente, lo único que obtuvieron fue un territorio vacío, sin pobladores, empresas ni recursos y perdieron el Mass Driver, tan necesario para la «Federación Atlántica», para lo cual esta había hecho todo, desde coaccionar a otros estados para declararle la guerra a todo país no alineado con su decisión de atacar a PLANT, manipulando, tergiversando y sembrando la desconfianza a nivel internacional, respecto a lasa intenciones de ORB. De esta manera, Lord Uzumi, se anotaba, en la derrota, también su última victoria, al mantener la integridad de los valores de ORB, incluso en una situación tan crítica, tal y como los dijo en su última frase, antes de morir:

No permitiremos que ORB sea víctima de sus manipulaciones.